# Pua’a choux
Le pua’a choux est un plat polynésien à base de cochon (pua’a), de choux, de carottes et de navets.
Les morceaux de viande sont d'abord cuits puis les légumes sont rajoutés et on laisse mijoter le tout pendant une heure. Ce plat peut être mis au four pour que la cuisson se termine ou bien placé dans le ahima’a, le four tahitien.